# Energie eficientă în peisagistică
Energie eficientă în peisagistică se referă la aplicarea principiilor și tehnologiilor sustenabile în arhitectura peisageră pentru a minimiza consumul de energie în proiectarea, amenajarea și întreținerea spațiilor exterioare, cum ar fi parcurile, grădinile, piețele urbane și coridoarele verzi. Această practică integrează soluții precum iluminatul eficient, irigațiile optimizate și energiile regenerabile pentru a reduce impactul asupra mediului și costurile operaționale, contribuind la crearea unor peisaje durabile și reziliente. În România, proiecte precum regenerarea spațiilor verzi din Timișoara și București reflectă aceste principii, aliniindu-se cu obiectivele de sustenabilitate europeană. American Society of Landscape Architects

## Definiție și scop
Energia eficientă în peisagistică vizează reducerea consumului de energie prin design și tehnologii care optimizează utilizarea resurselor. Scopurile sale includ:
- Reducerea amprentei de carbon: Minimizarea emisiilor prin soluții cu consum energetic scăzut.
- Economie financiară: Diminuarea costurilor pentru iluminat, irigații și întreținere.
- Conservarea resurselor: Utilizarea eficientă a apei și energiei în amenajarea peisajelor.
- Îmbunătățirea ecosistemelor: Promovarea biodiversității prin plante native și sisteme sustenabile.
- Confortul utilizatorilor: Crearea de spații funcționale și estetice cu impact energetic minim.

Această practică se intersectează cu urbanismul inteligent și agronomia, integrând soluții tehnice și ecologice.

## Principii de bază
Eficiența energetică în peisagistică se bazează pe principii care echilibrează sustenabilitatea și funcționalitatea:
- Design pasiv: Folosirea topografiei și vegetației pentru a reduce nevoia de energie (ex. umbrirea naturală).
- Tehnologii eficiente: Adoptarea iluminatului LED și a sistemelor automate de irigații.
- Materiale sustenabile: Utilizarea pavajelor permeabile și a materialelor reciclate.
- Integrarea energiilor regenerabile: Panouri solare și turbine eoliene mici pentru alimentarea peisajelor.
- Managementul apei: Colectarea apelor pluviale și reciclarea apei pentru irigații.

## Metode și tehnici
Proiectarea peisajelor eficiente energetic implică metode și tehnologii specifice:
- Iluminat eficient: Utilizarea becurilor LED și a senzorilor de mișcare pentru a reduce consumul (ex. iluminatul parcurilor).
- Irigații optimizate: Sisteme de picurare și senzori de umiditate pentru a minimiza risipa de apă.
- Plante native: Selecția speciilor adaptate climei local, care necesită mai puțină apă și întreținere (ex. lavandă în zonele mediteraneene, stejari în România).
- Energie regenerabilă: Panouri solare pentru alimentarea pompelor de irigații sau a iluminatului.
- Pavaje permeabile: Suprafețe care permit infiltrarea apei, reducând nevoia de sisteme de drenaj energofage.
- Modelare digitală: Software precum AutoCAD și GIS pentru a optimiza designul și consumul de resurse.

## Istoric
Eficiența energetică în peisagistică are rădăcini în practicile tradiționale de amenajare sustenabilă:
- Persia antică: Grădinile persane foloseau sisteme de irigații gravitaționale (qanat) pentru a economisi apă.
- China antică: Grădinile zen utilizau plante native și topografia naturală, reducând nevoia de întreținere.
- Europa medievală: Mănăstirile cultivau grădini utilitare cu consum minim de resurse.

Secolul XIX a marcat începutul designului peisagistic modern, cu Frederick Law Olmsted promovând parcuri urbane care integrează natura fără consum excesiv. În secolul XX, crizele energetice (ex. anii 1970) au stimulat interesul pentru eficiența energetică. Programe precum LEED (Leadership in Energy and Environmental Design) au introdus standarde pentru peisaje sustenabile. Astăzi, orașe precum Copenhaga și Singapore implementează tehnologii avansate pentru a crea peisaje cu consum energetic minim.

## În România
În România, eficiența energetică în peisagistică a devenit o prioritate în contextul alinierii la politicile europene de sustenabilitate. Proiecte notabile includ:
- Parcul Tineretului, București: Renovarea cu iluminat LED și sisteme de irigații eficiente.
- Timișoara, Capitală Culturală Europeană 2023: Amenajarea spațiilor verzi cu pavaje permeabile și plante native.
- Grădina Botanică București: Utilizarea serelor cu panouri solare pentru cercetare și conservare.

Universități precum Universitatea de Arhitectură și Urbanism „Ion Mincu” (UAUIM) și Universitatea de Științe Agricole și Medicină Veterinară București (USAMV) integrează cursuri despre design sustenabil. Asociația Peisagiștilor din România (ASOP) promovează proiecte care reduc consumul energetic, iar Ministerul Mediului susține inițiative de regenerare urbană verde. UAUIM București

## Aplicații practice
Eficiența energetică în peisagistică se aplică în diverse contexte:
- Parcuri urbane: Iluminat LED și irigații automate (ex. Parcul Herăstrău, București).
- Grădini rezidențiale: Plante native și colectarea apelor pluviale pentru curți private.
- Campusuri universitare: Amenajarea spațiilor verzi cu panouri solare (ex. campus USAMV București).
- Piețe publice: Pavaje permeabile și bănci cu încărcare solară (ex. Piața Victoriei, Timișoara).
- Coridoare verzi: Plantarea arborilor pentru umbrirea naturală a traseelor pietonale.
- Peisaje industriale regenerate: Transformarea fostelor fabrici în parcuri sustenabile.

Exemple internaționale:
- Copenhaga, Danemarca: Parcuri cu sisteme de reciclare a apei și iluminat solar.
- Singapore: Grădini verticale cu irigații eficiente (ex. Gardens by the Bay).
- Portland, SUA: Coridoare verzi cu pavaje permeabile pentru gestionarea apelor pluviale.

## Contribuții românești
România a început să adopte practici eficiente energetic în peisagistică, în special în proiectele urbane:
- Parcul Tineretului: Modernizarea cu iluminat LED și sisteme de irigații sustenabile.
- Timișoara: Spații verzi regenerate cu materiale ecologice și plante native.
- Grădina Botanică București: Utilizarea energiei solare pentru sere și educație ecologică.
- Proiecte de cercetare: USAMV București dezvoltă studii despre plantele native și irigațiile eficiente.

## Provocări și tendințe
Eficiența energetică în peisagistică se confruntă cu provocări:
- Costurile inițiale: Investițiile în tehnologii precum panourile solare sunt ridicate.
- Lipsa conștientizării: Comunitățile pot ignora beneficiile pe termen lung ale designului sustenabil.
- Schimbările climatice: Seceta și inundațiile complică gestionarea apei și vegetației.
- Reglementările: Lipsa standardelor obligatorii pentru peisaje eficiente energetic.

Tendințele actuale includ:
- Energie regenerabilă: Creșterea utilizării panourilor solare și turbinelor eoliene în parcuri.
- Grădini inteligente: Sisteme automate care ajustează irigațiile și iluminatul în funcție de vreme.
- Peisaje comestibile: Integrarea legumelor și fructelor în design, conectând cu legumicultura.
- Certificări verzi: Standarde precum LEED și SITES pentru peisaje sustenabile.

## Imagini reprezentative
Eficiența energetică în peisagistică este ilustrată prin imagini care surprind tehnologiile și designul sustenabil: